# Kurt Elsholz
Kurt Elsholz (* 1914; † 1976) war ein deutscher Fußballspieler. Der Offensivspieler wurde in der Saison 1931/32 mit seinem Verein Minerva Berlin Vizemeister von Brandenburg und nahm an der Endrunde um die Deutsche Meisterschaft teil. Mit Minerva spielte der zumeist als Mittelstürmer aktive Angreifer noch bis in die Kriegsjahre in der Gauliga Berlin-Brandenburg.

## Karriere

### Vereine
Elsholz bestritt 20 Repräsentativspiele für die Stadtauswahl Berlin. Sein Verein war von 1931 bis 1943 Minerva Berlin. In der Endrunde um die Deutsche Meisterschaft scheiterten Elsholz und seine Mitspieler Fritz Iwankowski II, Kurt Seiffert, Paul Weick und Max Winzer am 8. Mai 1932 durch eine 2:4-Niederlage beim FC Bayern München. Der FC Bayern München gewann in diesem Jahr seine erste deutsche Meisterschaft und Elsholz hatte es in den meisten Zweikämpfen mit Mittelläufer Ludwig Goldbrunner zu tun gehabt. In der Saison 1935/36 verpasste Elsholz mit Minerva denkbar knapp die Meisterschaft in der Gauliga: Wegen des schlechteren Torquotienten gegenüber dem punktgleichen Berliner SV 92 musste er mit seiner Mannschaft mit der Vizemeisterschaft vorliebnehmen.
Zudem spielte der Mittelstürmer mit Minerva 93 im Tschammerpokal. Im Wettbewerb des Tschammerpokals 1935 war erst im Viertelfinale am 10. November 1935 in Nürnberg gegen den späteren Cup-Sieger 1. FC Nürnberg der Wettbewerb zu Ende. Mit 4:1 setzte sich Gastgeber Nürnberg durch und gewann auch am 8. Dezember das Endspiel mit 2:0 gegen den FC Schalke 04. Elsholz war in allen vier Spielen gegen Stettiner SC (1:0), Vorwärts Breslau (4:2, 1 Tor), Eintracht Braunschweig (4:2) und 1. FC Nürnberg (1:4) als Mittelstürmer aufgelaufen. In der Pokaldokumentation ist auch noch in der Pokalsaison 1942 festgehalten, dass Minerva in den beiden Spielen gegen den Hallerschen FV Sportfreunde (2:1) und Hamburger SV (0:2) dabei mit Mittelstürmer Elsholz angetreten war.

### Auswahlmannschaft
Als Spieler der Gauauswahlmannschaft Berlin-Brandenburg nahm er am Wettbewerb um den Bundespokal teil. Er trug mit einem Tor zum 4:3-Viertelfinalsieg n. V. über die Gauauswahlmannschaft Westfalen bei, bestritt das am 3. März 1935 in Berlin mit 1:0 gewonnene Spiel gegen die Gauauswahlmannschaft Baden (mit Nationalstürmer Otto Siffling) und das am 24. März in Berlin mit 0:2 verlorene Finale gegen die Gauauswahlmannschaft Mitte jeweils als Mittelstürmer an der Seite von Mitspielern wie Hans Appel, Emil Krause, Erich Ballendat und Kurt Hallex.